# Scottish Championship 2022-2023
La Scottish Championship 2022-2023 è la decima edizione dell'omonima competizione e la 117ª edizione totale della seconda serie del campionato scozzese di calcio. La stagione è iniziata il 30 luglio 2022 e si è conclusa il 5 maggio 2023.
Il Dundee ha vinto il torneo per la sesta volta nella sua storia ed è stato promosso in Premiership.

## Stagione

### Novità
Dalla Scottish Premiership 2021-2022 è retrocesso il Dundee, mentre dalla Scottish League One sono stati promossi il Cove Rangers e, tramite play-off, il Queen's Park. Queste squadre sostituiscono rispettivamente Kilmarnock (promosso in Premiership), Dunfermline e Queen of the South (retrocessi in League One).

### Regolamento
Il campionato è composto di 10 squadre che si affrontano in doppi gironi di andata e ritorno per un totale di 36 giornate.

La prima classificata viene promossa direttamente in Scottish Premiership. La 2ª, la 3ª e la 4ª classificata e l'11ª classificata della Scottish Premiership 2022-2023 si affrontano nei playoff per un posto in Scottish Premiership.

L'ultima classificata viene retrocessa direttamente in Scottish League One. La 9ª classificata partecipa ai playoff per un posto in Scottish Championship assieme alla 2ª, alla 3ª e alla 4ª classificata in Scottish League One 2022-2023.

## Squadre partecipanti
| Squadra             | Città               | Stadio              | Stagione precedente                                     |
| ------------------- | ------------------- | ------------------- | ------------------------------------------------------- |
| Arbroath            | Arbroath            | Gayfield Park       | 2º posto in Scottish Championship                       |
| Ayr Utd             | Ayr                 | Somerset Park       | 8º posto in Scottish Championship                       |
| Cove Rangers        | Cove Bay (Aberdeen) | Balmoral Stadium    | 1º posto in Scottish League One, promosso               |
| Dundee              | Dundee              | Dens Park           | 12º posto in Scottish Premiership, retrocesso           |
| Greenock Morton     | Greenock            | Cappielow Park      | 7º posto in Scottish Championship                       |
| Hamilton Academical | Hamilton            | New Douglas Park    | 6º posto in Scottish Championship                       |
| Inverness           | Inverness           | Caledonian Stadium  | 3º posto in Scottish Championship                       |
| Partick Thistle     | Glasgow             | Firhill Stadium     | 4º posto in Scottish Championship                       |
| Queen's Park        | Glasgow             | Lesser Hampden Park | 4º posto in Scottish League One, promosso dopo play-off |
| Raith Rovers        | Kirkcaldy           | Stark's Park        | 5º posto in Scottish Championship                       |

## Classifica finale
|  | Pos. |                     | Pt | G  | V  | N  | P  | GF | GS | DR  |
|  | ---- | ------------------- | -- | -- | -- | -- | -- | -- | -- | --- |
|  | 1.   | Dundee              | 63 | 36 | 17 | 12 | 7  | 66 | 40 | +26 |
|  | 2.   | Ayr Utd             | 58 | 36 | 16 | 10 | 10 | 61 | 43 | +18 |
|  | 3.   | Queen's Park        | 58 | 36 | 17 | 7  | 12 | 63 | 52 | +11 |
|  | 4.   | Partick Thistle     | 57 | 36 | 16 | 9  | 11 | 65 | 45 | +20 |
|  | 5.   | Greenock Morton     | 57 | 36 | 15 | 12 | 9  | 53 | 43 | +10 |
|  | 6.   | Inverness           | 55 | 36 | 15 | 10 | 11 | 52 | 47 | +5  |
|  | 7.   | Raith Rovers        | 43 | 36 | 11 | 10 | 15 | 46 | 49 | -3  |
|  | 8.   | Arbroath            | 34 | 36 | 6  | 16 | 14 | 29 | 47 | -18 |
|  | 9.   | Hamilton Academical | 31 | 36 | 7  | 10 | 19 | 31 | 63 | -32 |
|  | 10.  | Cove Rangers        | 31 | 36 | 7  | 10 | 19 | 38 | 75 | -37 |

Legenda:

      Campione di Championship e promossa in Premiership 2023-2024
      Promossa in Premiership 2023-2024 dopo spareggio
      Retrocessa in League One 2023-2024
Tre punti a vittoria, uno a pareggio, zero a sconfitta.
La classifica viene stilata secondo i seguenti criteri:
- Punti conquistati
- Differenza reti generale
- Reti totali realizzate
- Punti realizzati negli scontri diretti
- Differenza reti negli scontri diretti
- Reti realizzate negli scontri diretti
- play-off (solo per definire la promozione, la retrocessione e i playoff)

## Spareggi

### Play-off Premiership/Championship

#### Quarto di finale
| Andata:        |                 |       |                 |                          |
| 9 maggio 2023  | Partick Thistle | 4 – 3 | Queen's Park    | Glasgow, Firhill Stadium |
| Ritorno:       |                 |       |                 |                          |
| 12 maggio 2023 | Queen's Park    | 0 – 4 | Partick Thistle | Glasgow, Ochiview Park   |

#### Semifinale
| Andata:        |                 |       |                 |                          |
| 19 maggio 2023 | Partick Thistle | 3 – 0 | Ayr Utd         | Glasgow, Firhill Stadium |
| Ritorno:       |                 |       |                 |                          |
| 26 maggio 2023 | Ayr Utd         | 0 – 5 | Partick Thistle | Ayr, Somerset Park       |

#### Finale

##### Andata
| Arbitro: | David Munro |

|                           |           |  |
| Fitzpatrick 9’ Graham 45’ | Marcatori |  |

##### Ritorno
| Arbitro: | Nick Walsh |

|                                                |                      |                                                        |
| Dhanda 71’ (rig.) Murray 72’ Harmon 90+1’      | Marcatori            | 43’ Fitzpatrick                                        |
| Dhanda Murray White Baldwin Harmon Watson Sims | Tiri di rigore 5 – 4 | Muirhead Holt Turner Graham McMillan Bannigan Docherty |

### Play-off Championship/League One

#### Semifinali
| Andata:        |                     |       |                     |                            |
| 9 maggio 2023  | Alloa Athletic      | 1 – 0 | Hamilton Academical | Alloa, Recreation Park     |
| 13 maggio 2023 | Hamilton Academical | 5 – 2 | Alloa Athletic      | Hamilton, New Douglas Park |
| Ritorno:       |                     |       |                     |                            |
| 9 maggio 2023  | Airdrieonians       | 6 – 2 | Falkirk             | Airdrie, Excelsior Stadium |
| 13 maggio 2023 | Falkirk             | 0 – 1 | Airdrieonians       | Falkirk, Falkirk Stadium   |

#### Finale
| Andata:        |                     |                    |                     |                            |
| 17 maggio 2023 | Airdrieonians       | 1 – 0              | Hamilton Academical | Airdrie, Excelsior Stadium |
| Ritorno:       |                     |                    |                     |                            |
| 20 maggio 2023 | Hamilton Academical | 2 – 1 (5-6 d.c.r.) | Airdrieonians       | Hamilton, New Douglas Park |